# Pokémon Goldene und Silberne Edition
Pokémon Goldene Edition und Pokémon Silberne Edition, in Japan bekannt als Pocket Monsters Gold und Pocket Monsters Silber (ポケットモンスター 金・銀 Poketto Monsutā Kin/Gin), sind der Beginn der zweiten Pokémon-Generation und die Nachfolger der Roten Edition und Blauen Edition. Sie wurden von Game Freak entwickelt und von Nintendo für den Game Boy veröffentlicht. Die Spiele erschienen 1999 zuerst in Japan, bevor sie 2000 auch in Nordamerika und 2001 in Europa erschienen. Pokémon Kristall-Edition (auch im Deutschen als Crystal Edition bekannt) ist eine Spezial-Edition, die für den Game Boy Color etwa ein Jahr nach dem Erscheinen der Goldenen Edition und der Silbernen Edition in jeder Region erschien. Diese drei Spiele (die Goldene Edition, die Silberne Edition und die Kristall-Edition) bilden bezogen auf die Hauptspiele der Pokémon-Reihe die zweite Generation von Pokémon-Spielen.
Die Spiele sind in den fiktiven Regionen Johto und Kanto angesiedelt, welche zusammen gegenüber den Vorgängerspielen (der Roten Edition und der Blauen Edition) 100 neue Pokémon beinhalten. Die Handlung folgt dem des Protagonisten in seinem Ziel, der beste Pokémon-Trainer zu werden. Beide Spiele sind unabhängig voneinander und folgen größtenteils derselben Handlung. Um alle 251 Pokémon zu erhalten, ist die Interaktion zwischen beiden Editionen erforderlich. Die Johto-Saga der Pokémon-Animeserie basiert auf der Handlung der Spiele.
Die Goldene Edition und die Silberne Edition knüpfen an den enormen Erfolg ihrer Vorgänger an. Die Spiele erreichten ungefähr die gleichen Verkaufszahlen wie die Rote Edition und die Blaue Edition.
Am 22. September 2017 erschienen die beiden Editionen auch für den Nintendo 3DS als Virtual Console-Titel.

## Welt und Handlung
Die Goldene Edition und die Silberne Edition spielen in Johto, einer fiktiven Region, die nach dem Vorbild der japanischen Regionen Kansai und Tokai gestaltet wurde, und in Kanto, der Region, die schon aus den Spielen Rote Edition und Blaue Edition bekannt ist. Die Städte sind durch mehrere Routen miteinander verbunden. Einige Orte sind nur dann erreichbar, wenn ein Pokémon des Spielers eine bestimmte Fähigkeit erlernt oder ein bestimmtes Item erhält, z. B. VM Surfer, wodurch die Spielfigur über Flüsse und Seen schwimmen kann.
Der Protagonist der Goldenen Edition und der Silbernen Edition ist ein Junge aus Neuborkia. Zu Beginn des Spiels wählt der Spieler eines der Pokémon Endivie, Feurigel, Karnimani als Starter-Pokémon. Danach stiehlt der Junge Silber – der Name ist im Spiel jedoch frei wählbar – ein Pokémon von Prof. Lind und ist ab da an der Rivale.
Das grundlegende Ziel der Spiele ist es, der beste Trainer von Johto und Kanto zu werden; welches erreicht ist, wenn man den Pokédex vervollständigt, alle acht Arenaleiter in Johto besiegt, die Top Vier und den Champion geschlagen, die acht Arenaleiter in Kanto besiegt und zuletzt die Herausforderung des Trainers Rot, Protagonist der Roten Edition und der Blauen Edition, innerhalb des Silberbergs gemeistert hat. Außerdem bekämpft der Spieler im Laufe des Spiels eine Verbrecherorganisation, namens Team Rocket, die Pokémon für bösartige Zwecke missbraucht.
Die Handlung spielt sich drei Jahre nach Pokèmon Rot und Blau ab. In dieser Zeit haben sich in Kanto einige Orte verändert: Die Safarizone wurde geschlossen, der Vulkan auf der Zinnoberinsel ist ausgebrochen, das Kraftwerk ist wieder in Betrieb und die Azuria-Höhle ist eingestürzt.

## Gameplay
Wie die Rote Edition, die Blaue Edition, die Gelbe Edition und viele andere Rollenspiele, spielt man die Goldene Edition und die Silberne Edition in der Vogelperspektive und steuert mit den Steuerkreuzen des Game Boys den Helden auf diese Weise durch die fiktive Welt und spricht mit Personen oder interagiert mit sonstigen Dingen. Der Spieler erkundet verschiedene Terrains wie Wälder, Höhlen und Seen, in denen verschiedene Pokémon leben. Wenn der Trainer zufällig auf eine solche Kreatur trifft, wechselt der Bildschirm in den Kampfmodus, in dem sich die Kontrahenten gegenüberstehen und ihren Kampf austragen. Durch einen Kampf gewinnt das jeweilige Pokémon Erfahrungspunkte, wodurch sich seine Fähigkeiten verbessern; so steigt z. B. die Verteidigungskraft.
Es gibt in den Spielen zwei Hauptziele: Der Handlung zu folgen und die Top Vier sowie Rot, den Kontrahenten, zu besiegen, und den Pokédex zu komplettieren durch das Fangen und Entwickeln oder Tauschen der 251 Kreaturen. Durch Kämpfe mit Pokémon und anderen Pokémon-Trainern erhalten die Pokémon Erfahrungspunkte, wodurch sie Level für Level aufsteigen und neue Attacken und Techniken lernen können.
Auch sind nun mehr optionale Höhlen und Herausforderungen vorhanden. Diese Gebiete müssen vom Spieler zum Erreichen des Hauptzieles nicht betreten werden, jedoch ergibt sich durch ihre Bewältigung die Chance auf mehr Kämpfe mit anderen Trainern und somit mehr Erfahrungspunkten für die eigenen Pokémon, den Fang eines seltenen Pokémons, das nur dort erscheint oder das Finden eines Items, das teuer verkauft werden kann oder zum Verstärken des eigenen Pokémons dient.
Es ist nach dem Sieg über die Top Vier möglich, nach Kanto (der Welt des Vorgängers) zu gehen. Allerdings hatten einige Gebäude aufgrund des begrenzten Speicherplatzes der damaligen Spielemodule nun eine andere oder gar keine Funktion mehr. (So kann man z. B. die höheren Etagen der Silph. Co nicht mehr betreten und Lavandias Pokémon-Turm ist nun ein Radioturm.)

## Neuerungen

### Pokémon
Mit der Goldenen Edition, der Silbernen Edition und der Kristall-Edition werden 100 neue Pokémon eingeführt, womit die Anzahl der Pokémon auf 251 steigt. Wie aus Pokémon Rot, Blau und Gelb bekannt, sind einige Pokémon editionsspezifisch, also entweder nur in Gold, in Silber oder nur in Kristall fangbar.
Celebi, ein legendäres Pokémon, war nur über ein Pokémon-Event von Nintendo erhältlich.
| Pokemon           | Goldene Edition | Silberne Edition | Kristall-Edition |
| ----------------- | --------------- | ---------------- | ---------------- |
| 037 – Vulpix      | nein            | ja               | nein             |
| 038 – Vulnona     | nein            | ja               | nein             |
| 052 – Mauzi       | nein            | ja               | ja               |
| 053 – Snobilikat  | nein            | ja               | ja               |
| 056 – Menki       | ja              | nein             | nein             |
| 057 – Rasaff      | ja              | nein             | nein             |
| 058 – Fukano      | ja              | nein             | ja               |
| 059 – Arkani      | ja              | nein             | ja               |
| 165 – Ledyba      | nein            | ja               | ja               |
| 166 – Ledian      | nein            | ja               | ja               |
| 167 – Webarak     | ja              | nein             | ja               |
| 168 – Ariados     | ja              | nein             | ja               |
| 179 – Voltilamm   | ja              | ja               | nein             |
| 180 – Waaty       | ja              | ja               | nein             |
| 181 – Ampharos    | ja              | ja               | nein             |
| 203 – Girafarig   | ja              | ja               | nein             |
| 207 – Skorgla     | ja              | nein             | ja               |
| 216 – Teddiursa * | ja              | nein             | ja               |
| 217 – Ursaring *  | ja              | nein             | ja               |
| 223 – Remoraid    | ja              | ja               | nein             |
| 224 – Octillery   | ja              | ja               | nein             |
| 225 – Botogel     | nein            | ja               | ja               |
| 226 – Mantax      | ja              | nein             | ja               |
| 227 – Panzaeron   | nein            | ja               | ja               |
| 231 – Phanpy *    | nein            | ja               | ja               |
| 232 – Donphan *   | nein            | ja               | ja               |

Die Fangbarkeit von Teddiursa, Ursaring, Phanpy und Donphan ist in der japanischen Goldenen und der Silbernen Version jeweils umgekehrt. Dieser Unterschied wurde auch in den Remakes HeartGold und SoulSilver übernommen.
Zusätzlich existieren einige Pokémon aus Rot, Blau und Gelb in keinem der Spiele der zweiten Generation und müssen entsprechend aus diesen alten Editionen getauscht werden.
- 001 – Bisasam
- 002 – Bisaknosp
- 003 – Bisaflor
- 004 – Glumanda
- 005 – Glutexo
- 006 – Glurak
- 007 – Schiggy
- 008 – Schillok
- 009 – Turtok
- 138 – Amonitas
- 139 – Amoroso
- 140 – Kabuto
- 141 – Kabutops
- 144 – Arktos
- 145 – Zapdos
- 146 – Lavados
- 150 – Mewtu
- 151 – Mew

### Typen
Neu sind die beiden Typen Unlicht und Stahl.
Unlicht gilt aufgrund seiner Immunität als direkter Konter von Psycho-Pokémon, welcher in der ersten Generation aufgrund der geringen Anzahl an Typ-Schwächen – einzig Käfer-Attacken sind in Blau, Rot und Gelb gegen Psycho-Pokémon sehr effektiv – kaum Widerstand besitzt.
Der Stahl-Typ sticht durch seine elf Resistenzen hervor, die mit klarem Abstand höchste Anzahl im gesamten Spiel. Drei Attacken-Typen (Feuer, Boden, Kampf) können Stahl sehr effektiv angreifen und nur zwei weitere (Wasser, Elektro) erzeugen zumindest neutralen Schaden. Diese defensive Stärke des Typs wird durch seine offensive Schwäche ausbalanciert. Stahl-Attacken können lediglich Eis- und Gesteins-Pokémon sehr effektiv treffen.
Zudem wurden kleinere Änderungen bei den anderen Typenvor- und nachteilen vorgenommen.
Käfer-Attacken, die in der ersten Generation sehr effektiv gegen Gift-Pokémon sind, sind gegen jene nun nicht effektiv. Gift-Attacken wiederum, die in der ersten Generation Käfer-Pokémon sehr effektiv treffen, richten gegen diese nur noch neutralen Schaden aus. Weiterhin sind Psycho-Pokémon nicht mehr immun gegen Geist-Attacken, sondern werden von solchen sehr effektiv getroffen. Eis-Attacken treffen Feuer-Pokémon nicht mehr neutral, sondern sind nicht effektiv.

### Trageitems
Pokémon besitzen nun die Fähigkeit, Items tragen und dadurch Vorteile während eines Kampfes zu genießen. So können beispielsweise getragene Beeren automatisch KP auffüllen, sobald diese in einen kritischen Bereich sinken oder auch erworbene Statusveränderungen wie Paralyse direkt aufheben. Andere Items können wiederum beim Tragen die Stärke eines bestimmten Attackentyps erhöhen. Einige wenige Pokémon müssen zur Entwicklung ein bestimmtes Item tragen. So wird beispielsweise aus einem Sichlor, das mit einem Metallmantel getauscht wird, ein Scherox.

### Tag- und Nachtwechsel und Wochentage
Je nach eingestellter Tageszeit wechselt das Spiel in den Tag- bzw. Nachtmodus. Manche Pokémon sind dabei entweder nur tagsüber oder nachts fangbar.

### Zucht
In der Nähe von Dukatia City gibt es eine Pension, in der man seine Pokémon abgeben kann und sie gegen Bezahlung einige Level aufsteigen lassen kann. Jedes Pokémon, das sich in der Pension befindet, erhält dabei für jeden gelaufenen Schritt einen Erfahrungspunkt. Dies ist im Vorgänger ebenfalls möglich, allerdings darf man dort nur ein Pokémon abgeben, welches keine VM-Attacken beherrschen darf. Um zwei Pokémon in der Pension Nachwuchs zeugen zu lassen, müssen diese der gleichen Ei-Gruppe angehören. Abhängig davon, wie gut die beiden Pokémon zusammenpassen, braucht es mehr oder weniger Zeit, bis ein Ei entsteht. Das Pokémon hat dann die Basis-Entwicklung des weiblichen Pokémons. Die Ausnahme der Ei-Gruppen bildet Ditto. Es kann mit jedem Pokémon (außer einem anderen Ditto, den meisten legendären Pokémon und Baby-Pokémon) gepaart werden. Hierbei nimmt es die Rolle des anderen Geschlechts an, kann seine Attacke Wandler aber nicht vererben, wenn es sich mit einem Weibchen paart. Geschlechtslose Pokémon (Voltobal, Magnetilo) kann man nur züchten, indem sie ebenfalls mit einem Ditto gekreuzt werden. Legendäre Pokémon, wie Ho-oh oder Lugia (auf den Covern abgedruckt), lassen sich jedoch nicht züchten.

### Verbindung
Die Verbindungsmöglichkeiten der Goldenen Edition und der Silbernen Edition sind ähnlich denen der Roten Edition und der Blauen Edition. Die Spiele ermöglichen es via Game-Boy-Link-Kabel mit einem anderen Spieler zu kämpfen. Außerdem kann man auch mit älteren Pokémon-Spielen wie der Roten Edition, der Blauen Edition und der Gelben Edition Pokémon tauschen. Zusätzlich ist die Verbindung zu Pokémon Pikachu Color möglich. Einem Pedometer, der in der Lage ist, gesammelte Items über Infrarot auf die Editionen zu übertragen.

### Tasche und Poké-Com
Im Unterschied zum Vorgänger ist die Karte nun kein Item in der Tasche (diese ist zum ersten Mal in der Spielereihe unterteilt: Normale Items wie Trank und Fluchtseil, Basis-Items wie Angel und Fahrrad, TM-Tasche und eine Balltasche für Pokébälle), sondern ein Bestandteil des Poké-Coms, in dem sich zusätzlich ein Radio und ein Telefon, mit dem man ehemals besiegte Trainer für einen Rückkampf kontaktieren kann, befindet.
Außerdem gibt es noch weitere kleinere Neuerungen, die bei den Spielern sehr positiv aufgenommen wurden. So laufen nun z. B. die Dialoge etwas schneller und flüssiger ab, man kann wichtige (Basis-)Items auf die Select-Taste legen – die Funktion des Items wird mit Select aktiviert – und die Pokémon können normale Items tragen, die sie im Kampf einsetzen können oder ihnen bestimmte Eigenschaften verleihen. Negativ angesehen wird jedoch das PC-Lagerungssystem, das nur durch umständliches Schalten und Speichern beim Boxwechsel zu bedienen ist. Erst in der nächsten Generation (Rubin & Saphir) ist es möglich, frei, schnell und ohne Speichern zwischen den Boxen zu wechseln und solange Pokémon zu fangen, bis alle Boxen voll sind.

## Entwicklung
1997 veröffentlichte Nintendo erste Details und Bilder zur Goldenen Edition und zur Silbernen Edition. Es wurde zuvor Pocket Monsters 2 Gold und Pocket Monsters 2 Silver genannt und für den Game Boy sowie dem Super Game Boy entwickelt. Später gab Nintendo bekannt, dass die Spiele im Juni 1999 für den bis dato nicht erschienenen Game Boy Color erscheinen werden.
Wie in der Roten Edition, der Blauen Edition und der Gelben Edition entwarf Ken Sugimori die 100 neuen Pokémon. Junichi Masuda und Go Ichinose komponierten den Soundtrack des Spiels.

## Rezeption
Die Goldene Edition und die Silberne Edition setzten den enormen Erfolg der Vorgänger fort und das Pokémon-Franchise entwickelte sich zu einem Multi-Milliarden-Euro-Projekt. Von beiden Spielen zusammen wurden in den USA in der ersten Woche 1,4 Millionen Einheiten abgesetzt. Die Goldene Edition und die Silberne Edition wurden in Japan insgesamt 6,91 Millionen Mal verkauft, während in den Vereinigten Staaten 7,6 Millionen Einheiten der Spiele abgesetzt wurden. Der Erfolg der Spiele wurde auch erwartet:

„There's no question about it; kids love to play Pokemon. So far in 2000 the best-selling game in America for any home console is Pokemon Stadium™ for Nintendo® 64, and the best-selling game for any handheld video game system is Pokemon Yellow for Game Boy Color, but Pokemon Gold and Silver will eclipse even those impressive sales totals. We project sales of 10 million units total of these two games in less than six months time.“

## Pokémon Kristall-Edition
Pokémon Kristall-Edition ist die Spezial-Edition der Goldenen Edition und der Silbernen Edition und wurde am 14. Dezember 2000 in Japan als Pocket Monsters Crystal (ポケットモンスター クリスタル, Poketto Monsutā Kurisutaru) veröffentlicht. In Nordamerika und Europa erschien das Spiel 2001. Die Kristall-Edition ist das einzige Pokémon-Spiel, welches exklusiv für den Game Boy Color erschien und auf älteren Modellen nicht mehr lauffähig ist.
Die Handlung und Spielmechanik der Kristall-Edition ist nahezu identisch mit der der Goldenen Edition und der Silbernen Edition, hat aber auch einige neue Features zu bieten. Es ist das erste Pokémon-Spiel, in dem der Spieler zwischen einer männlichen und einer weiblichen Hauptfigur wählen kann und die Pokémongraphiken sind erstmals animiert. Außerdem wurden einige Handlungen eingefügt, in der das legendäre Pokémon Suicune eine Rolle spielt und eine, in der die Icognito involviert sind. Die größte Erweiterung ist allerdings der „Duellturm“, ein neues Gebäude, das es dem Spieler ermöglicht, an Pokémon Stadium-ähnlichen Kämpfen teilzunehmen.
Die Kristall-Edition war nicht so erfolgreich wie die Vorgänger, dennoch wurden 2,10 Millionen Exemplare in Japan verkauft und 1,65 Millionen in den USA.
In Japan war das Modul mit einem Adapter kompatibel, der den Game Boy mit einem Handy verbindet. Damit hatte man Zugriff auf das Internet und konnte sich verschiedene Items herunterladen, tauschen und kämpfen. Dort konnte man auch den GS Ball erhalten, mit dem man ein spezielles Event auslösen kann, in dem man Celebi fangen kann. Dieser Adapter war jedoch nur in Japan erhältlich.

## Pokémon Goldene Edition HeartGold und Pokémon Silberne Edition SoulSilver
Am 10. Mai 2009 wurden Neufassungen der Goldenen Edition und der Silbernen Edition für den Nintendo DS angekündigt.
HeartGold und SoulSilver sind diese Neufassungen der Goldenen Edition und der Silbernen Edition. Sie sind am 12. September 2009 in Japan erschienen.

### Handlung
Die Handlung ist ähnlich der der Goldenen Edition, der Silbernen Edition und der Kristall-Edition. Wie in den Originalspielen bereist der Spieler auch hier die Johto- und die Kanto-Region. Allerdings können nun auch diverse andere Pokémon aus den Editionen nach der Goldenen Edition und der Silbernen Edition (Pokémon Rubin-Edition, Pokémon Saphir-Edition und Pokémon Smaragd-Edition, Pokémon Diamant-Edition und Pokémon Perl-Edition) gefangen werden. Anders ist jedoch, dass die „Kimono-Girls“ ein Teil der Hauptgeschichte sind. Sie öffnen dem Spieler den Zugang zu Lugia (SoulSilver) oder Ho-Oh (HeartGold). Im Gegensatz zu den Originalspielen ist jetzt die Azuria-Höhle nicht mehr eingestürzt und man kann dort ein Mewtu fangen. Viele Gebiete wurden größer gestaltet als im Original. So ist die Höhle bei den Seeschauminseln zugänglich und der Vertania Wald ist ein eigenständiges Gebiet (in den Originalversionen des Spiels war er nur ein Teil von Route 2). Westlich von Anemonia City existiert nun eine neue frei gestaltbare Safarizone, wo der Protagonist verschiedene Aufgaben erhält, an deren Ende er zum Besitzer der Safarizone wird. Nachdem man Rot besiegt hat erhält man von Professor Eich in Alabastia ein Bisasam, Glumanda oder Schiggy und von Troy im Silph Co. Gebäude in Saffronia City ein Geckarbor, Flemmli oder ein Hydropi.

### Technik

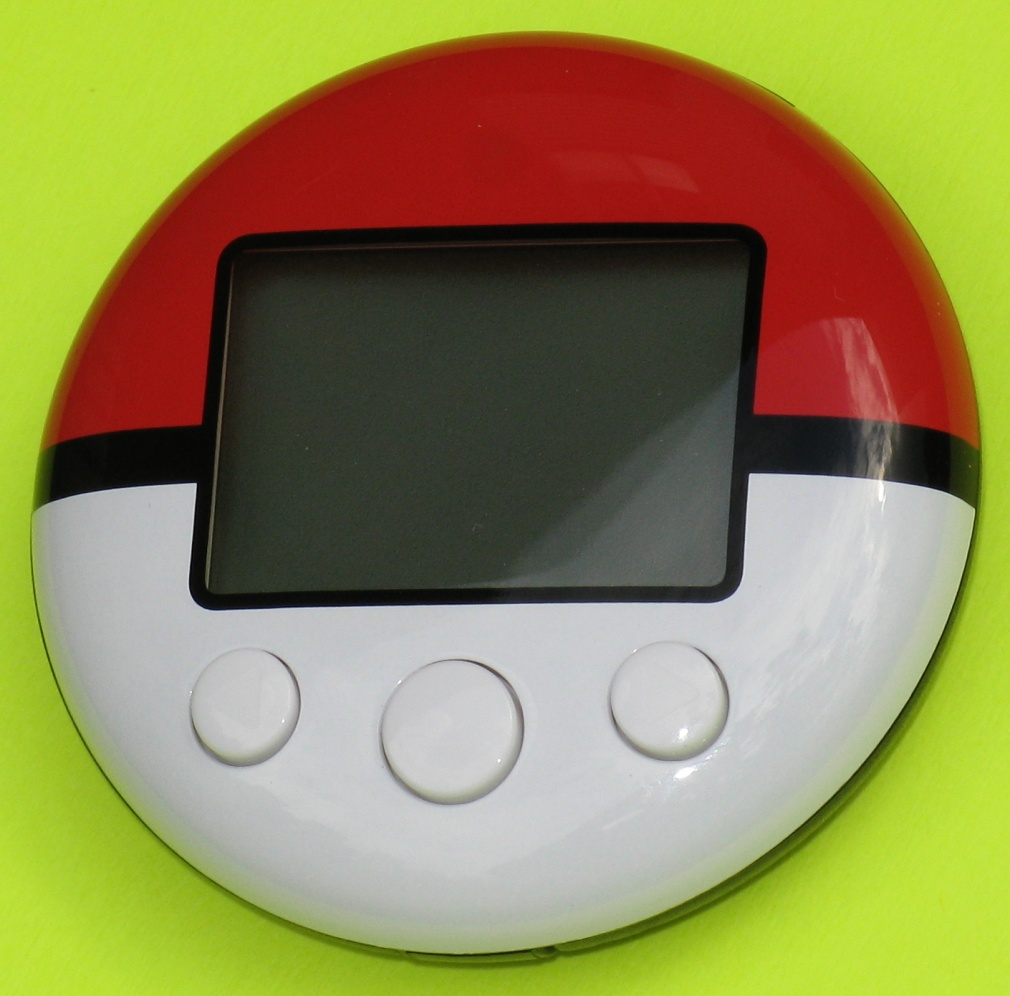
PokéWalker

Neu ist ein Gerät namens „PokéWalker“, welches am 7. Juni 2009 in der japanischen Sendung „Pokémon Sunday“ vorgestellt wurde und bei jedem Spiel als Beilage enthalten ist. Auf dieses Gerät kann der Spieler eines seiner gefangenen Pokémon übertragen und es damit leichter und ohne Kämpfe trainieren, es dafür jedoch keine neuen Attacken erlernen lassen. Dies geschieht durch Laufen, ähnlich wie beim Pokémon Pikachu. Außerdem ist in dem Gerät auch eine Art Detektor vorhanden, mit dem man Pokémon, die es teilweise nicht in HeartGold und SoulSilver gibt, fangen kann. Dafür benötigt man aber sogenannte „Watt-Punkte“, welche man für das Laufen mit dem PokéWalker erhält. Mit einer bestimmten Anzahl Wattpunkte, die man auf HeartGold oder SoulSilver überträgt, werden neue Strecken zugänglich. Wird auf HeartGold oder SoulSilver das Event-Pokémon Jirachi übertragen, so wird ein neues Gebiet freigeschaltet. Man kann auf dem PokéWalker auch andere Pokémon fangen. Die hängen aber von dem Gebiet ab, das man vor dem Übertragen ausgewählt hat. Durch spezielle Events werden auch neue Gebiete verteilt. Bisher gab es チャンプのみち Champ no Michi (dt. „Siegerstraße“), イベント Event, よぞらのはて Yozora no Hate (dt. „Himmelsstrand“) und きいろのもり Kiiro no Mori (dt. „Goldgelber Wald“). Jedes hat seine speziellen Pokémon und Items.

#### Grafik
Die Spielgrafik baut auf der Grafik-Engine der Pokémon Platin-Edition auf; hierbei gibt es aber auch neue Effekte zu sehen. So wird z. B. der Wind in Neuborkia durch animierte, helle Striche visualisiert. Neu sind echte Gefälle in der Landschaft. Außerdem wurden nun verstärkt 3D-Objekte in den Landschaften eingesetzt, wie zum Beispiel auf dem Leuchtturm.

#### Ton
Die Musik der Goldenen Edition und der Silbernen Edition wurde für den Nintendo DS angepasst. In den neuen Gebieten gibt es neue Musikstücke. Der Spieler erhält im späteren Spielverlauf im 3. Obergeschoss der Prismania Villa von einem Mann, der vor einen Globus steht, den „GB-Player“, mit dem es möglich ist, an allen Orten die Originalmusik aus den ursprünglichen Editionen Gold und Silber zu hören. Des Weiteren sind die originalen Musikstücke, die man durch den GB-Player nicht hören kann, sonntags im Spiel im Radio zu hören. Für die neuen Musikstücke wurde eine 8-Bit-Version eingearbeitet.

### Rezeption
Im Jahr 2022 zählte IGN die Neuauflage zu den zehn besten Computerspiel-Remakes aller Zeiten. Der Metascore für beide Versionen des Spiels beträgt 87 von 100 möglichen Punkten, womit die Spiele von der Fachpresse eine hohe Wertung erhalten haben.

#### Verkaufszahlen
Am ersten Verkaufswochenende wurden über 1.400.000 Einheiten des Spiels in Japan verkauft. Bis zum 31. März 2024 wurden weltweit 12,72 Millionen Exemplare verkauft.